# Francesco Occhiuzzi (conduttore)
Francesco Occhiuzzi (Cosenza, 6 ottobre 1963) è un conduttore televisivo italiano.

## Carriera
Comincia la sua attività alla fine degli anni settanta come conduttore di programmi radiofonici.
Collabora con diversi network radiofonici fino al 1991 periodo di collaborazione con Publisa concessionaria per Roma e Lazio di Radio Monte Carlo.
Nell'estate 1993 è il conduttore ufficiale di Miss Italia in Calabria.
Nel 1995 inventa la popolare manifestazione di moda: Moda Mare.
La grande occasione arriva il 1996, quando Patrizia Rossetti, sua partner in uno spettacolo, gli propone di fare l'inviato per il suo programma di Mediaset - Rete 4 Casa per Casa in onda dal 14 settembre 1996. Da lì in poi ha realizzato 80 puntate dal 1996 al 1999.
Il successo televisivo di Rete 4 lo porta in tour in Italia dal 1997 al 1999 con una serie di spettacoli importanti realizzati in coppia con la cantante Lena Biolcati:
- il varietà America? No grazie!
- il musical Chi ha paura di Coco Chanel?
- il musical Andavo a cento all'ora
- il programma televisivo Sangue & Arena.

Il 2000 si apre con 8 puntate della trasmissione Che colpa abbiamo noi sul circuito nazionale Cinquestelle ed è ancora conduttore dello show Moda Mare, questa volta in coppia con Federica Panicucci.
Ha collaborato con diversi artisti nazionali, tra cui Gaia De Laurentiis, Vanessa Gravina, Brigitta Boccoli, Alba Parietti, Valeria Marini, Daniela Poggi, Milly Carlucci, Elisabetta Gregoraci, Angela Melillo, Hoara Borselli, e altri.
Il 2003 si apre con la produzione di una trasmissione-contenitore domenicale dal titolo Una domenica così, in coppia con Brigitta Boccoli, in onda sul network regionale calabrese Teleuropa Network.
Il 2004 è all'insegna del tour nazionale L'amico del giaguaro una sorta di avanspettacolo che racconta la storia della televisione italiana.
Il 2006 è in onda su Telespazio Calabria con il grande varietà che si rifà a Canzonissima, dal titolo Il bianco e il nero in coppia con le attrici Anna Safroncik e Raffaella Bergé: una grande produzione.
Il 2007 va in onda la trasmissione televisiva Che vuole questa musica stasera su Videocalabria 8, che poi diventa un tour estivo in giro per le piazze della Calabria.
La stagione televisiva 2007 / 2008 è all'insegna del contenitore domenicale dal titolo Una domenica così in onda su Ten-Teleuropa Network.
Il successo televisivo di Una domenica così concede la replica anche per la stagione televisiva 2008/2009.
Per l'estate 2009 è il conduttore ufficiale della famosa manifestazione Cantagiro, in coppia con Stefania Orlando.
Il 2010 è l'anno della collaborazione con Mirella Sessa: "Una domenica così" 5ª edizione in onda su Ten-Teleuropa Network e Moda Mare 16ª edizione. Non solo conduttore ma dal 2010 è anche giornalista-pubblicista.
Il 2011 si apre con "Studio 10" un talk-show di grande successo. La trasmissione televisiva totalizza 100 puntate (Ten-Teleuropa Network).
A settembre 2011 firma un contratto di esclusiva con la superstation Telespazio TV per la realizzazione della sesta edizione di "Una domenica così". Conduce con l'attrice Larissa Volpentesta.
Il 2013 si apre con la nuova trasmissione Pasqualino Marajà Italia (https://web.archive.org/web/20180830034426/http://www.pasqualinomaraja.it/). La trasmissione si propone di diventare un'alternativa televisiva, rigorosamente fuori dal classico studio, ovvero  “on the road”.
Una vera e propria carovana si mette in movimento per raccontare il Belpaese, come è ma anche come sarà. Uno sguardo sul futuro partendo da storie e racconti di vita che parlano al presente ma che guardano al domani.
Francesco Occhiuzzi è un ottimo intrattenitore della memoria per lui ogni volto, ogni angolo, ogni istituzione delle città che racconta, sono fonte di aneddoti e con lui Carmine Leone e la magia della sua regia ci portano in piazze e strade uniche, giorno dopo giorno, per dare una luce diversa alle bellezze che caratterizzano le più belle località del nostro Paese.
Ritorna anche Moda Mare, dopo un anno di pausa e questa volta Occhiuzzi è sul palco con Patty Pravo.
Il 2014 è l'anno del raddoppio, due trasmissioni: Una domenica così (7ª edizione) e la striscia quotidiana Oggi è così, in onda sul network regionale TELEUROPA. Nello stesso anno inventa un premio dedicato alla cinematografia: Castello d'oro, tra i premiati Maria Grazia Cucinotta, Ornella Muti (2015) e Alessandro Preziosi (2016). 
Il 2015 è l’anno di CLASS TV MODA (SKY 180), la trasmissione "Pasqualino Marajà",  viene inserita nella programmazione estiva della TV nazionale di moda, va in onda tutte le sere alle 21, nei mesi di luglio e di agosto.
Il 2016 è un anno importante, perché firma un contratto di esclusiva con il canale regionale LAC TV  per una serie di programmi, tra cui spicca la trasmissione modello talk-americano Okkiuzzi alle nove. Nello stesso anno è anche direttore artistico de LaC TV.
Dal 2017 è direttore dei programmi di LaC TV.
Il 2018 inventa la popolare trasmissione “Varietek”, una sorta di “Techetechete'” con conduzione, ovvero il recupero della memoria storica della canzone italiana, realizzato in un viaggio attraverso gli anni’60 e ’70, con il contributo di filmati originali e con il racconto di aneddoti legati alle canzoni dei due decenni. Del format è autore e conduttore.
Il 2019 è un anno importante.
Si apre con ”Comequandofuoripiove”, un programma televisivo del quale è autore e conduttore.
Una trasmissione che si apre con le informazioni meteorologiche italiane ed internazionali, in maniera ironica facendo il verso a Edmondo Bernacca.
Fondamentalmente le Previsioni del tempo che hanno sempre il loro appeal servono da starter per introdurre il programma vero e proprio, ovvero un talk show di costume, con interviste a ospiti,
sullo stile e ispirazione dei Late Show trasmessi dalla televisione americana.
Un varietà pomeridiano con tempi molto alti scanditi da momenti musicali e giochi telefonici.
Nello stesso anno si chiude il ciclo della popolare manifestazione “Moda Mare”, con la ventesima edizione. Occhiuzzi conduce con Barbara D’Urso. Ospiti dell’evento Anna Oxa e Michele Placido.
Rinnova il contratto con LaC TV. E’ conduttore del format “Varietek” e anche direttore dei Programmi e dei Palinsesti del Network Calabrese.
Il 2020 e il 2021 è direttore dei programmi e palinsesti TV del Gruppo Diemmecom – LaC TV.
Il 2022 rinnova i contratti di direzione dei programmi con LaC TV e conduce in prima serata la fortunata trasmissione “Verietek”, che arriva alla sua terza stagione, in onda tutte le sere alle 21 con ascolti molto alti.
L’estate 2022 si chiude con la realizzazione, produzione e conduzione del Premio Nazionale “Vela D’Argento”. Con lui sul palco Elisabetta Gregoraci e Anna Tatangelo.